# Pasion
Vous lisez un « article de qualité » labellisé en 2009.
Ne doit pas être confondu avec Passion.
Sauf précision contraire, les dates de cet article sont sous-entendues « avant l'ère commune » (AEC), c'est-à-dire « avant Jésus-Christ ».

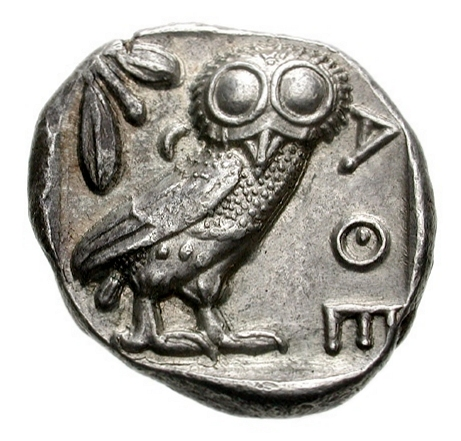
Tétradrachme athénien tel qu'en maniait en grand nombre Pasion en tant que trapézite.

Pasion  (en grec ancien Πασίων / Pasíôn) est un banquier et armateur athénien célèbre de l'époque classique (vers 430-370). Sa trajectoire et celle de sa famille sont caractéristiques d'une ascension sociale réussie, du statut d'esclave à celui de citoyen et liturge. Les sources disponibles à son propos, essentiellement judiciaires, dessinent le portrait d'un personnage talentueux parfois mêlé à des affaires complexes à la limite de la légalité.

## Biographie

### Un parcours exemplaire: de l'esclave au riche citoyen
Peu de renseignements sont disponibles à propos de la jeunesse de Pasion, y compris sur son origine, qui demeure inconnue : le fait qu'il porte un nom grec ne signifie pas qu'il en soit nécessairement un, dans la mesure où des esclaves d'origine barbare pouvaient se voir attribuer un nouveau nom par leur propriétaire. Des hypothèses ont néanmoins été émises : si Jeremy Trevett lui suppose une origine phénicienne, Claude Mossé envisage plutôt une ascendance grecque : « on comprendrait mal sans cela la manière dont son fils [Apollodore] l'oppose à Phormion, dont il se plaît à souligner l'origine barbare » dans le Contre Stéphanos. L'obscurité de son parcours initial est liée au fait que Pasion développa d'abord ses talents dans le maniement de l'argent en tant qu'esclave des plus anciens trapézites connus d'Athènes, ses maîtres Antisthénès et Archestratos, probablement dans les dernières années du Ve siècle av. J.-C..
En -395 au plus tard, ces derniers, « à qui il avait inspiré confiance par sa droiture et son honnêteté », lui transmirent leur affaire, après l'avoir affranchi à une date inconnue. C'est donc en tant que métèque que Pasion racheta l'établissement bancaire de ses anciens maîtres, peut-être après l'avoir loué quelques années, et sans être, en tout état de cause, propriétaire des bâtiments en eux-mêmes, dans la mesure où les métèques ne pouvaient être propriétaires fonciers à Athènes.
À une date inconnue, mais antérieure à 395, Pasion avait épousé une dénommée Archippé, sans que l'on sache si elle était métèque ou fille d'Athénien. Elle lui donna deux fils, Apollodore (né en 394) et Pasiclès (né en -380). Archippé était sans doute fort jeune lors de son mariage avec Pasion puisque son premier fils Apollodore est né en 394, et qu'elle était encore en âge d'avoir deux enfants après son second mariage, avec Phormion, en 368.

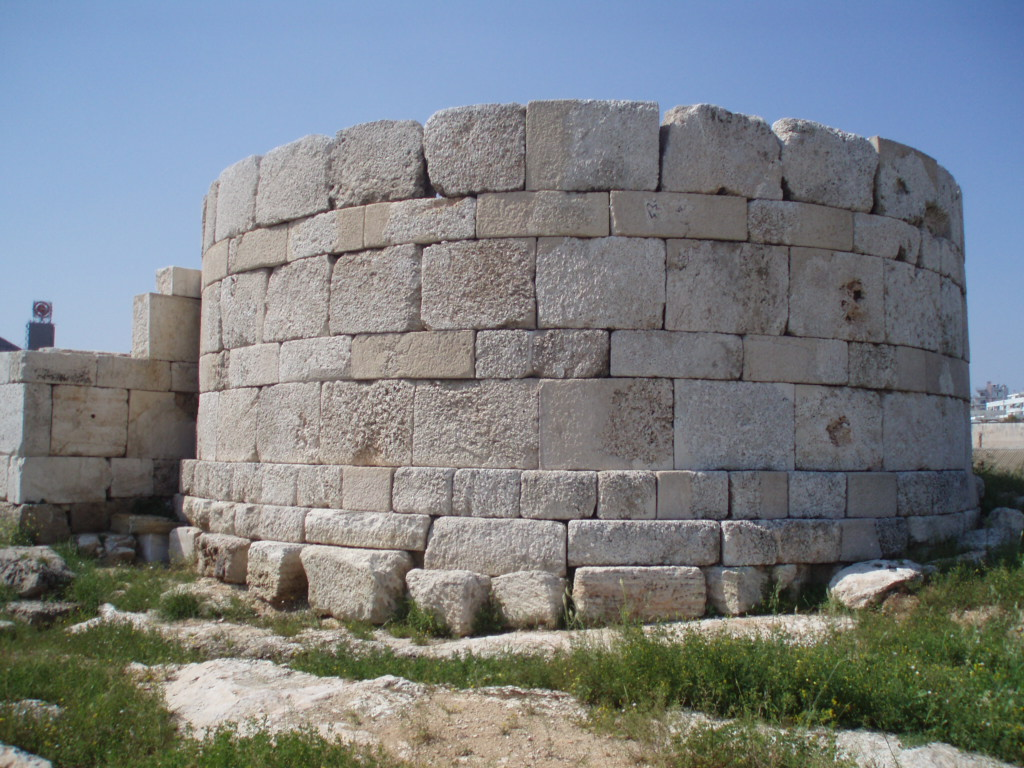
Vestige de l'enceinte du Pirée, ville dans laquelle Pasion avait domicilié ses affaires.

Pasion développa des relations d'affaires avec les milieux marchands d'Athènes et du Pirée (les locaux de la banque se situaient dans le port athénien) : en 377, le père de Démosthène disposait ainsi d'un dépôt de 2 400 drachmes dans la banque de Pasion. Néanmoins, il ne pratiquait pas le crédit commercial (prêt à la grosse aventure) : les négociants (emporoi) clients de Pasion, comme Lycon d'Héraclée par exemple, se contentaient de solliciter des opérations de change et de dépôt. Même les prêts productifs étaient relativement rares, « point caractéristique de la banque à Athènes durant cette époque ». Pasion accordait en revanche de nombreux crédits personnels, comme il le fit pour les plus grands personnages d'Athènes, même si ces derniers négligeaient parfois d'honorer leurs créances : c'est le cas par exemple du stratège Timothée, ce qui contraignit le fils de Pasion, Apollodore, à lui intenter un procès. Dans ce dernier cas, le fait qu'Apollodore ne réclame pas d'intérêts, et que le prêt ait été établi par Pasion « sans gages ni témoins » semble indiquer que ce dernier avait « agi de la sorte, non seulement par amitié, mais aussi parce qu'il espérait obtenir certains avantages grâce à l'influence du général ».
Pasion ne se contenta pas d'investir dans l'activité bancaire : il possédait également une fabrique de boucliers, ce qui lui permit, à l'occasion d'une epidosis, de faire don de 1 000 boucliers à la Cité (ce qui représenterait une valeur totale de marchandise de 3 talents et 2000 drachmes). La générosité de Pasion envers Athènes est régulièrement soulignée par les orateurs attiques : « il n'était pas homme à vouloir s'approprier les biens de l'État ; il était plutôt prodigue du sien pour obéir aux ordres de la Cité ». Cela lui permit d'obtenir la citoyenneté athénienne par décret du peuple « pour services rendus à la Cité » probablement en 376, quelques années avant sa mort. Les historiens insistent sur le caractère exceptionnel de ce privilège, comme le montre le caractère très spécifique et complexe de ce type de décision. Dès lors, comment l'expliquer ? Outre la très grande générosité passée de Pasion et ses mérites personnels vis-à-vis de la cité, sa grande fortune actuelle et future ne fut sans doute pas sans motiver les Athéniens, dans la mesure où le riche naturalisé était dès lors redevable de toutes sortes de contributions, triérarchies, etc. En outre, les liens étroits que Pasion entretenait avec les dirigeants politiques en vue de la cité (on a déjà évoqué le cas de Timothée) ont sans doute joué un rôle important en la matière. Ainsi, Claude Mossé relève qu'il était, d'après Isocrate, proche d'un des hommes les plus influents du début du IVe siècle av. J.-C. à Athènes, Agyrrhios et, ensuite, de son neveu Callistrate, qui joua un rôle déterminant à Athènes jusqu'à ce qu'il soit exilé en 361 : « il n'est pas douteux que ces amitiés politiques durent favoriser son ascension sociale au moins autant que sa fortune ».
Ce privilège exceptionnel obtenu, Pasion se voulut un citoyen exemplaire, conformément aux attentes d'une cité considérant que l'individu fraîchement naturalisé citoyen devait faire preuve de générosité « pour acquérir les lettres de noblesse de cette citoyenneté ». Il quitta Le Pirée pour installer son domicile à Acharnes, le dème où il était inscrit comme citoyen, participa à de nombreuses liturgies, équipant notamment cinq trières, à raison d'environ un talent par trière, dans le cadre de la triérarchie, à une époque où la cité entreprenait de renforcer sa puissance navale en lien avec le développement de la Seconde confédération maritime. En outre, sachant qu'à Athènes seuls les citoyens pouvaient posséder un patrimoine foncier ou bâti, il mit à profit son nouveau statut juridique pour acquérir un nombre spectaculaire de biens immobiliers en peu de temps, si l'on en juge par les 20 talents de bien-fonds dont il disposait à sa mort. Il possédait notamment deux immeubles de rapport et une maison au Pirée. Une part de ces biens a pu être acheté, une autre correspond sans doute à des créances non honorées : à un propriétaire foncier à qui il avait prêté de l'argent gagée sur ses terres, il pouvait, devenu citoyen et en cas de non remboursement de la dette, saisir les terres hypothéquées.

### Un banquier de grand crédit

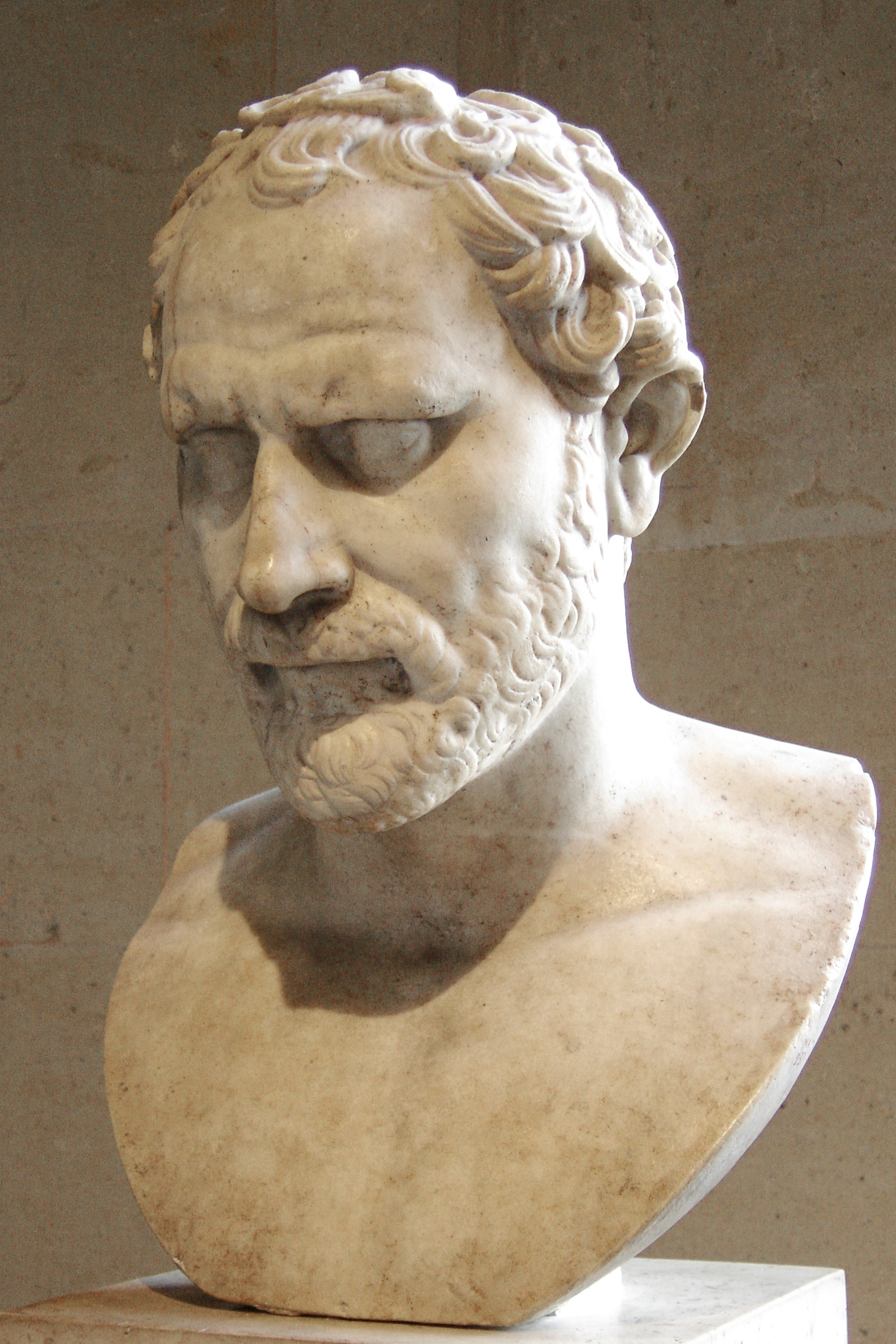
Les plaidoyers civils rédigés par Démosthène constituent notre principale source à propos de Pasion.

La grande réussite de Pasion s'explique par un contexte favorable : dans le premier quart du IVe siècle av. J.-C., l'économie athénienne était globalement fragile, mais le niveau élevé des taux d'intérêt à cette époque et l'extension de la spéculation et du crédit soutenaient le développement de l'activité bancaire. En outre, si cette dernière était particulièrement risquée — de nombreuses faillites de banques ne disposant pas de suffisamment de fonds de roulement et confrontées à des retraits massifs de leurs clients sont connues, par exemple en 371 à l'issue de la victoire de Thèbes sur Sparte à Leuctres —, les frais fixes (personnel, bâtiment) étaient peu importants et le change, une des principales activités des banques, constituait une source sûre et importante de profit.
Surtout, Pasion était reconnu à Athènes pour sa compétence et sa probité, bien qu'il fût impliqué dans de nombreux procès. La grande confiance qu'il inspirait à ses clients était essentielle dans la mesure où, si l'on en croit Démosthène, « dans le monde du commerce et de la banque, la réputation d'homme travailleur jointe à celle d'honnête homme est d'une valeur incomparable » : « en affaires, le crédit est le meilleur des capitaux »,.
Pasion, avec l'aide d'esclaves qu'il avait acquis pour leur grande compétence, développa ainsi son établissement jusqu'à y drainer plus de 80 talents de dépôts, dont au moins 30 % (24 talents) n'étaient pas placés et constituaient l'encaisse (fonds de roulement) de la banque. Près de la moitié de ces 80 talents lui appartenait en propre.
De fait, à condition d'être habile, la banque constituait à cette époque un des meilleurs moyens pour constituer rapidement une importante fortune susceptible d'ouvrir d'intéressantes perspectives : parmi les métèques à bénéficier de l'octroi de la citoyenneté figurent de nombreux banquiers.
Les activités de Pasion lui assuraient ainsi en moyenne un revenu annuel de cinq talents pour ce qui est de la vingtaine d'années qu'il passa à la tête de sa banque, et même de onze talents les meilleures années. Il accumula ainsi une fortune considérable, sans doute la plus importante de cette époque à Athènes : peu de temps avant sa mort, il possédait, outre ses biens mobiliers et ceux de sa femme, 20 talents en biens immobiliers et plus de 39 talents de créances, ainsi que sa fabrique de boucliers, évaluée à 10 talents avec une centaine d'esclaves. Raymond Bogaert estime l'ensemble des biens de Pasion à 74 talents au moment où il se retira des affaires en 371, auxquels peut être ajoutée la valeur commerciale de sa banque, difficile à estimer mais particulièrement élevée si l'on en juge par le loyer très important versé par Phormion pour l'exploiter.

### Pratiques bancaires et malversations à l'époque classique
Bien que les successeurs de Pasion (notamment son esclave affranchi Phormion et son fils Apollodore) insistent sur son honnêteté, et bien que la réussite de ses affaires semble confirmer la confiance qu'il inspirait à ses clients, ses pratiques professionnelles sont connues principalement lorsqu'elles se situent à la marge de la légalité, ce qui s'explique par les sources sur lesquelles les historiens s'appuient, essentiellement des plaidoyers civils d'orateurs attiques.
C'est le cas notamment dans un discours d'Isocrate prononcé, au début de la carrière de Pasion, entre 393 et 391, le Trapézitique. On y découvre le fils de Sopaios, un proche du roi du Bosphore Satyros. Ce jeune Bosphoran se retrouva (probablement vers 395/393) à Athènes muni d'une forte somme d'argent appartenant à son père au moment où ce dernier, en pleine disgrâce et accusé de trahison, était emprisonné par Satyros. Ce dernier, craignant que le fils fût de mèche avec son père pour conspirer contre son pouvoir, exigea qu'il revienne et que l'ensemble de ses biens soit saisi. Sur les conseils de Pasion, le fils de Sopaios décida alors « d'obéir aux ordres de Satyros, de lui remettre tous [ses] biens visibles [valeurs immobilières], mais quant aux sommes déposées chez Pasion, non seulement de nier leur existence, mais de [se] déclarer débiteur envers lui et envers d'autres de sommes portant intérêt ; en un mot, d'employer tous les moyens qui pouvaient le mieux convaincre les agents de Satyros qu'il ne [lui] restait aucun argent ».

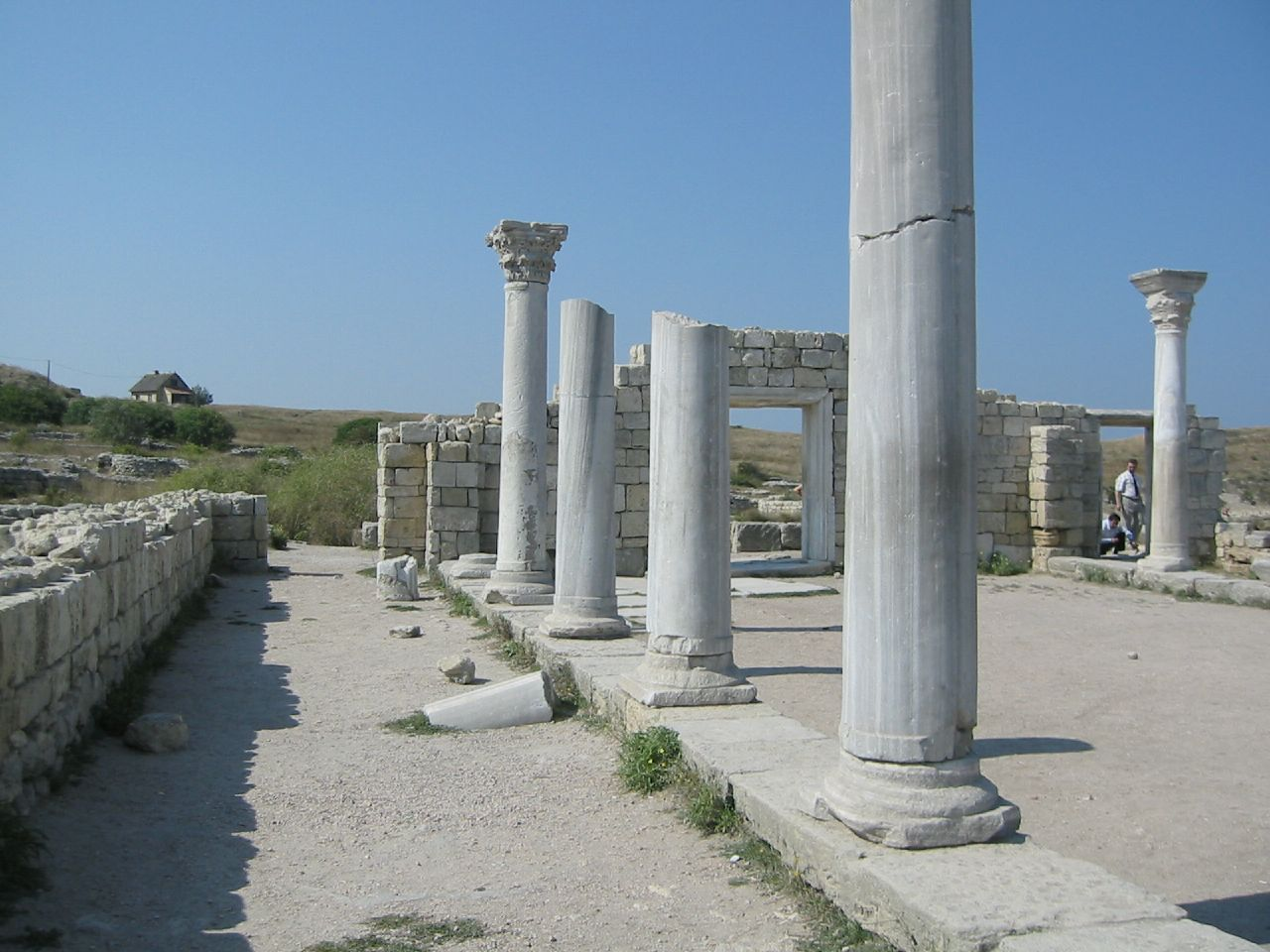
Le Bosphore cimmérien (Crimée actuelle), disposait de liens privilégiés avec Athènes.

Une fois ces derniers convaincus, le fils de Sopaios voulut récupérer son argent, mais Pasion nia dès lors que ce dépôt existât, s'appuyant sur les multiples déclarations antérieures de son client visant à convaincre les envoyés du roi du Bosphore qu'il était insolvable, et certain qu'il ne reviendrait pas sur ses déclarations tant que son père serait en position délicate vis-à-vis de Satyros. Cependant, quelque temps après, Sopaios fut libéré et revint en grâce auprès du roi Satyros. Dès lors son fils engagea des démarches pour récupérer les sept talents que lui avait soustraits Pasion. Ce dernier, craignant que son esclave Kittos révélât la malversation sous la torture, choisit la contre-attaque : il fit disparaître Kittos et accusa son ancien client de lui avoir dérobé six talents, avec la complicité de son prostatès Ménexénos, en soudoyant Kittos, puis d'avoir fait supprimer ce témoin gênant. Quelque temps après, Ménexénos découvrit cependant que Kittos travaillait toujours pour son maître.
Dès lors, Pasion ne cessa de tergiverser, prétendant, pour soustraire Kittos à la question, qu'il l'avait affranchi (un homme libre ne pouvait être torturé). Il accepta ensuite qu'il soit soumis à la torture mais se ravisa au dernier moment. Puis il se fit plus conciliant, proposa une rencontre dans un sanctuaire à son adversaire. Arrivé « à l'Acropole, il se couvrit [pour cacher son émotion], versa des larmes, dit que ses embarras l'avaient forcé à nier sa dette, et qu'il s'efforcerait de rendre l'argent dans les délais les plus brefs ; il supplia [son adversaire] de lui pardonner et de l'aider à cacher son malheur, de crainte qu'on ne vît que, recevant des dépôts, il s'était rendu coupable d'un tel abus de confiance ». Il rédigea un contrat où il s'engageait à se rendre lui-même en secret dans le royaume du Bosphore pour y verser la somme due, de manière à ne pas nuire à sa réputation à Athènes. Le contrat fut confié à un tiers, à charge pour lui de le détruire si Pasion s'exécutait ou de le remettre à Satyros dans le cas contraire. Mais peu après, Pasion parvint à soudoyer les esclaves du dépositaire du contrat pour en falsifier le contenu, refusa dès lors de se rendre comme prévu auprès de Satyros et réclama que le contrat fût ouvert devant témoin : on y lit que le fils de Sopaios abandonnait toute poursuite contre Pasion.
Le procès au cours duquel fut prononcé le discours rédigé par Isocrate semble s'être soldé par l'acquittement de Pasion, si l'on en juge par sa brillante carrière de banquier et par l'absence de production de preuve matérielle ou de témoignage déterminant par l'accusateur. Néanmoins, la culpabilité de Pasion ne semble pas faire de doute, même si certains historiens ont laissé ouverte cette possibilité. Comme le souligne Raymond Bogaert, « la tentation était trop grande : le dépôt comportait plusieurs talents, la victime était un étranger en mauvaise posture, sans expérience du droit attique ; il avait lui-même déclaré à tout un chacun avoir des dettes envers la banque ».

### Succession et postérité de l'entreprise

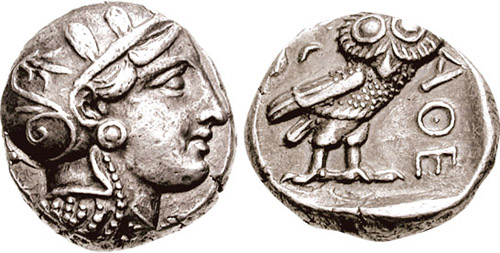
Tétradrachme d'argent athénien, vers 393-355 av. J.-C.

Avant sa mort, affaibli par la maladie (il devenait peu à peu aveugle), Pasion, probablement en 371, laissa la gestion de ses affaires à son ancien esclave Phormion, alors affranchi et en qui il avait toute confiance. Ce dernier devait en échange, jusqu'à ce que Pasiclès soit majeur, verser un loyer considérable aux deux fils de Pasion, de l'ordre de 100 mines pour la banque et 60 mines pour la fabrique de boucliers. En outre, Phormion s'engageait à ne pas ouvrir sa propre banque, de peur qu'il ne draine vers cet établissement la clientèle de la banque de Pasion.
Malgré cette précaution, Pasion manifesta sa confiance et son amitié pour son ancien esclave, en lui donnant par testament sa veuve Archippé en mariage (effectif en 368), ainsi qu'une dot de cinq talents. Dans le même document, il désignait Phormion (conjointement avec un certain Nikoklès) comme tuteur de son fils mineur Pasiclès.
Le patrimoine de Pasion fut partagé en trois étapes. Il y eut d'abord un premier partage à sa mort « sous l'archontat de Dysnikètos » (370-369), au cours duquel l'aîné Apollodore reçut entre autres divers biens immobiliers (un domaine à la campagne, une maison à la ville) et mobiliers (coupes et couronne en or). L'essentiel devait théoriquement demeurer indivis jusqu'à la majorité de Pasiclès, mais en 368 « devant les dilapidations d'Apollodore qui s'imaginait que, pour ses dépenses, il n'avait qu'à puiser dans le fonds commun, les tuteurs [notamment Phormion] tinrent conseil ; [...] voyant que la succession allait être réduite à rien, ils décidèrent, dans l'intérêt du mineur, un partage immédiat qui porta sur toute la succession, sauf les biens que Phormion avait reçus en location [la banque et la fabrique de boucliers] et dont le revenu fut attribué, pour moitié, à Apollodore ». Une fois Pasiclès majeur, en 364-363, il fut procédé à un troisième et ultime partage : Apollodore choisit la fabrique de boucliers et laissa la banque, plus rémunératrice mais moins sûre, à son frère cadet.
Pour chacune des deux entreprises, il fut mis fin au bail de Phormion, qui put ainsi ouvrir une nouvelle banque en son nom propre. Pour autant, les deux frères, préférant vivre en rentiers et faire de la politique, ne prirent pas la direction de leurs établissements respectifs et les louèrent conjointement pour dix ans à quatre associés : Xénon, Euphraios, Euphron et Callistratos. À cette époque, ces quatre personnages étaient des esclaves de Pasiclès et Apollodore, ce qui ne fut visiblement pas un obstacle à l'établissement d'un contrat en leur nom avec leurs maîtres. Il s'agit probablement d'anciens employés de la banque de Pasion. Affranchis quelque temps après « en récompense de leurs services », ils remirent la banque à Pasiclès au terme du bail en 354/353, sans que l'on sache si ce dernier assuma dès lors la direction ou la loua à nouveau pour cent mines par an. On sait cependant, grâce à un fragment d'Hypéride, qu'en 340 Pasiclès, comme Phormion d'ailleurs, faisait partie des 300 Athéniens les plus riches, ceux soumis à la triérarchie.